# Eftimios Christodulu
Eftimios N. Christodulu, gr. Ευθύµιος Ν. Χριστοδούλου (ur. 2 grudnia 1932 w Larisie) – grecki ekonomista, bankowiec i polityk, w latach 1991–1992 minister gospodarki, od 1992 do 1993 prezes greckiego banku centralnego, poseł do Parlamentu Europejskiego II, III i IV kadencji.

## Życiorys
Studiował ekonomię na Hamilton College w Nowym Jorku (licencjat) i na Columbia University (magisterium). Był m.in. doradcą ekonomicznym w Narodowym Banku Grecji (NBG), był dyrektorem generalnym w banku inwestycyjnym ETEBA, dyrektorem wykonawczym w liniach lotniczych Olympic Air, prezesem NBG i przewodniczącym krajowego związku banków.
Politycznie związany z Nową Demokracją. Zajmował stanowisko wiceministra spraw zagranicznych, a w latach 1991–1992 ministra gospodarki. Od 1992 do 1993 sprawował urząd prezesa Banku Grecji, reprezentował także Grecję w Banku Światowym i Międzynarodowym Funduszu Walutowym. W latach 1984–1990 oraz 1994–1999 sprawował mandat eurodeputowanego. Należał do frakcji chadeckiej, pracował głównie w komisjach budżetowych i gospodarczych.
Od 2004 do 2009 kierował koncernem paliwowym Hellenic Petroleum. W latach 2010–2013 zasiadał we władzach europejskiej grupy finansowej EFG z Luksemburga, przewodniczył radzie nadzorczej banku EFG Eurobank Ergasias. Był też doradcą międzynarodowym w Goldman Sachs.